# 张百湾镇
张百湾镇，是中华人民共和国河北省承德市滦平县下辖的一个乡镇级行政单位。

## 行政区划
张百湾镇下辖以下地区：
张百湾村、河北村、陈营村、宋营村、西井沟村、周营子村、五道岭村、下洼子村、偏道子村、下南沟村、周台子村、西洼子村、山前村和兰旗村。